# 아드미랄 블라디보스토크
아드미랄 블라디보스토크(러시아어: Адмирал Владивосток)는 2013년 창단된 러시아 블라디보스토크의 프로 아이스하키팀이다. 현재 콘티넨탈 하키 리그에 참가하고 있으며 홈구장은 페티소프 아레나이다.